# Télescope géant
Un télescope géant (en anglais extremely large telescope) est un télescope optique dont le miroir primaire a un diamètre supérieur à 20 mètres. L'établissement de trois télescopes de cette classe est actuellement en route, avec des dates de mise en service prévues comprises entre 2024 et 2029. Une fois construits, ce seront les plus grands télescopes optiques du monde.

## Télescopes en cours de construction
| Nom                        | Sigle | Image | Diamètre (en mètres) | Diamètre apparent équivalent (en mètres) | Surface (en mètres carrés) | Miroir M1                                       | Localisation                                   |
| -------------------------- | ----- | ----- | -------------------- | ---------------------------------------- | -------------------------- | ----------------------------------------------- | ---------------------------------------------- |
| Extremely Large Telescope  | ELT   |       | 39,3                 | 39,3                                     | 978                        | 798 segments hexagonaux de 1,45 mètre (f/1)     | Cerro Armazones (Chili)                        |
| Télescope de Trente Mètres | TMT   |       | 30                   | 30                                       | 655                        | 492 segments hexagonaux de 1,45 mètre (f/1)     | Observatoires du Mauna Kea (Hawaï, États-Unis) |
| Télescope géant Magellan   | GMT   |       | 24,5                 | 21,4                                     | 368                        | 7 miroirs circulaires de 8,4 mètres de diamètre | Observatoire de Las Campanas (Chili)           |

## Projets abandonnés

Comparaison de la surface des miroirs primaires des principaux télescopes.

| Nom                            | Sigle      | Image | Diamètre (en mètres) | Diamètre apparent équivalent (en mètres) | Surface (en mètres carrés) | Miroir M1     | Localisation  | Commentaire                            |
| ------------------------------ | ---------- | ----- | -------------------- | ---------------------------------------- | -------------------------- | ------------- | ------------- | -------------------------------------- |
| Overwhelmingly Large Telescope | OWL ou OLT |       | 100                  | 100                                      | 6000                       | non déterminé | non déterminé | Remplacé par un projet réduit, le ELT. |